# Свято-Благовіщенський кафедральний собор (Харків)
Свято-Благовіщенський кафедральний собор у Харкові — культова споруда, найбільший кафедральний храм Східної Європи. Належить Харківській єпархії УПЦ МП.

## XVII—XIX століття
Перша церква в ім'я Благовіщення Пресвятої Богородиці заснована близько 1655 р., одночасно з Миколаївською та Різдвяною. Дерев'яний однопрестольний храм Залопанського приходу був виконаний у традиційних українських трикупольних формах з окремою дерев'яною рубаною дзвіницею і обнесений тином замість огорожі. Бурхливий розвиток поселення дав поштовх до розширення приходу: згідно з Курязькими актами 1720 в штаті церкви було вже двоє священників. Після великої пожежі в 1738 р. відновлена в тому ж вигляді. Зображення збереглося на плані міста 1787 року.

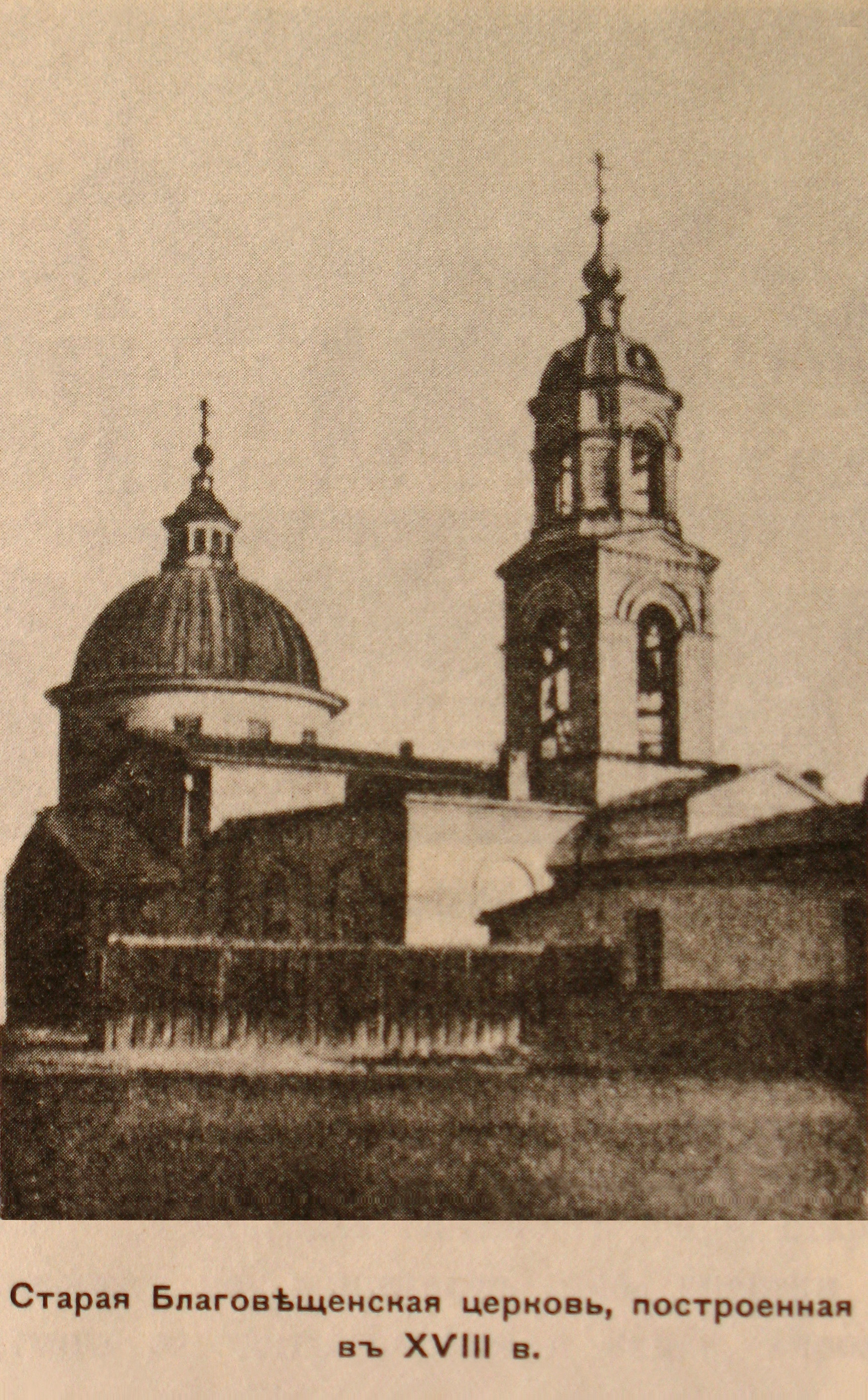
Перша кам'яна Благовіщенська церква, 1846

Зі священників цього періоду відомі: о. Олексій (Курязькі акти 1659 року), о. Павло (Курязькі акти 1701 і 1713 років), Йоанн Матвєєв (пом. 1738) і його товариш по службі Автоном Захар'єв (пом. 1779), Герасим Слівіцький і Петро Рожанський, його товариш по службі прот. Матвій Рожанський.
1789 року був закладений новий кам'яний однокупольний храм у стилі раннього класицизму за проєктом Петра Ярославського, освячений 8 вересня 1794 р. Як і всі парафіяльні церкви Харкова, був однопрестольним до 1830-их, коли зростання населення викликало необхідність розширення старих харківських храмів. У 1836–1838 рр. були прибудовані боковий вівтар в ім'я св. великомученика Йоанна Воїна та Святої Варвари. Головним їхнім упорядником був церковний староста купець Олександр Дмитрович Скрипник. У 1844–1846 роках проведено капітальний ремонт. Стараннями підполковника М. І. Батезатула голови на церкви, іконостас, горішнє місце, жертовник і затінок над престолом були визолочені «найкращим червоним золотом».
У 1846–1863 роках церква мала статус «градського собору». Опис згідно з відомістю по харківському градському благочинию за 1858 р.:
Церква в ім'я Благовіщення Пресвятої Богородиці будівлею кам'яна, з кам'яною міцною дзвіницею. Має три престоли: в ім'я Благовіщення Пресвятої Богородиці (холодний), а останні два теплі. Начинням достатня. Причта покладено за штатом: протоієрей, священик, диякон, дяків — 2 і паламарів — 2. Землі при цей церкви ніякої немає. На утримання священнослужителів платні не виходить, а отримують вони добровільні давання парафіян. Приписок до цієї церкви немає. Домова в цьому приході церква в 2-ї Харківської чоловічої гімназії в ім'я преп. Сергія Радонезького (заснована вона в 1851 р., будівлею теж кам'яна). Настоятель — протоієрей Стефан Якович син Стефаневський. Число парафіян: чоловіків — 484 чол, жінок — 568.
У цьому ж році через збільшення приходу було піднято питання про кардинальну реставрацію храму, але залишилося відкритим, а церква була лише трохи розширена. 22 листопада 1887 року з ініціативи невеликого гуртка іменитих і заможних парафіян і з дозволу архієпископа Амвросія (Ключарева) відбулися розширені збори парафіян, на якому одностайно прийнято рішення про будівництво нового храму.

## Новий храм

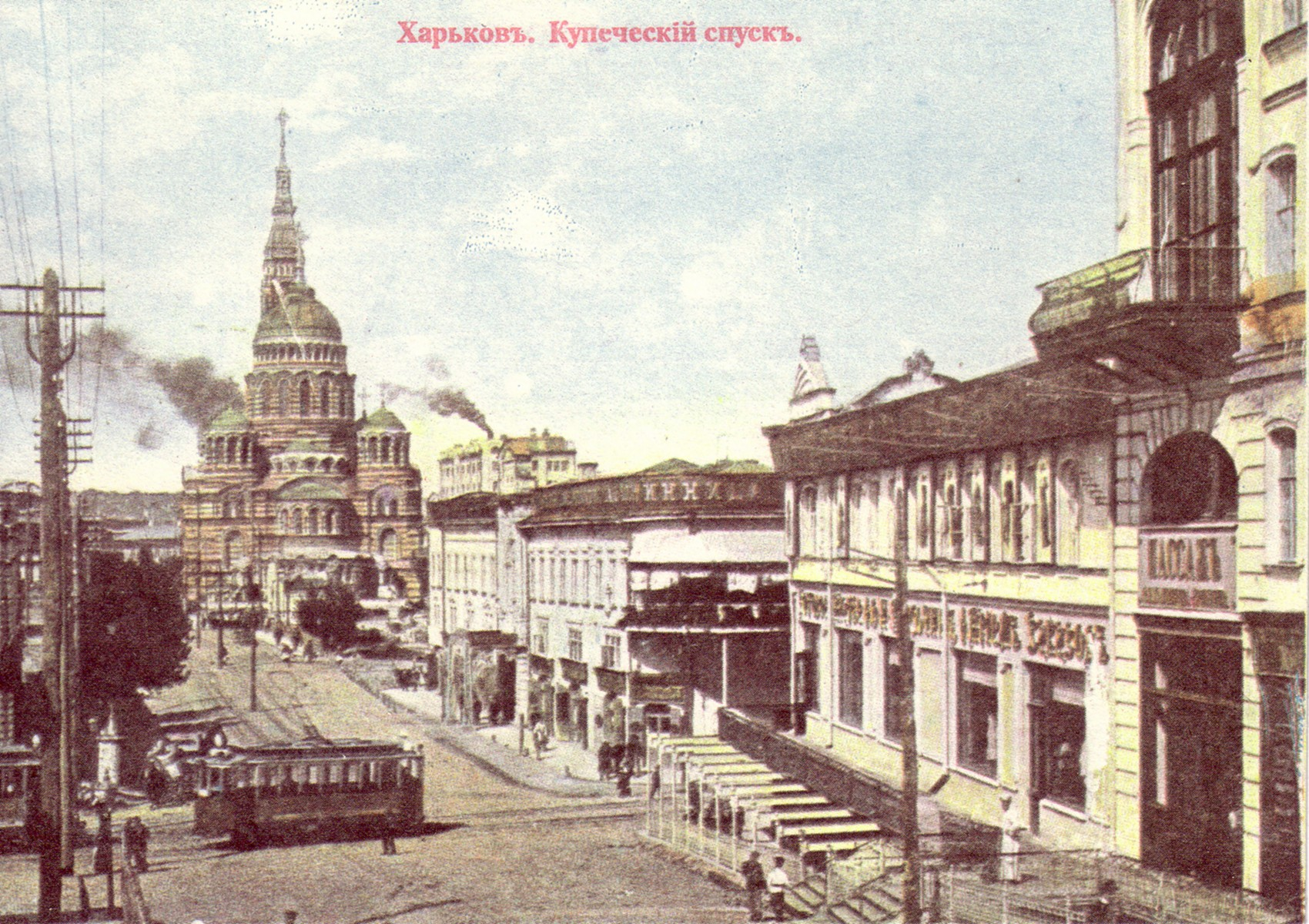
Благовіщенська церква на листівці початку ХХ століття

Урочисте закладання нової церкви було здійснено 2 жовтня 1888 року поруч зі старим храмом, який діяв під час дванадцятирічного будівництва. За дорученням будівельного комітету проєкт розробив архітектор Харківського технологічного інституту професор Михайло Ловцов, член Благовіщенського приходу. Фінансування будівництва здійснювалося в основному за рахунок численних і щедрих пожертвувань купців, як харківських, так і з інших міст. Усі витрати зі спорудження церкви і внутрішнього оздоблення склали в 400 000 рублів, однієї цегли було використано близько 7 млн.
Сміливо експериментуючи в модному візантійському стилі з елементами еклектики, архітектор надає храму, увінчаному традиційним пятиглав'єм, давньовізантійських напівсферичних обрисів і протиставив його масивному об'єму (34 м лицьового фасаду на 59 м висоти) легкість псевдоготичної ярусної дзвіниці (80 м). Велика кількість деталей і поліхромне рішення фасадів із чергуванням горизонтальних рядів червоної цегли і світлої штукатурки створюють самобутність храму, що легко запам'ятовується.
Церква була закінчена і освячена в 1901 році. Тоді ж знесено старий храм, з якого в новий були перенесені найшанованіші ікони Спасителя, Божої Матері, Миколи Чудотворця, Йоанна Воїна, великомучениці Варвари. Один із найбільших храмів Російської імперії вміщував близько 4 000 осіб. Іконостас із білого каррарського мармуру виконав московський майстер Василь Орлов, 29 ікон головного іконостасу — Андрій Данилевський (Санкт-Петербурзька імператорська академія мистецтв), ікони бічних іконостасів — Михайло Михайлов, настінний розпис І.М. Святенко (Харків). Основні іконографічні мотиви взяті з київського Володимирського собору і частково з храму Христа Спасителя в Москві. Бічні апсиди, як і в колишній Благовіщенській церкві, в ім'я святого великомученика Йоанна Воїна і святої великомучениці Варвари. У цокольному престольному храмі престол на честь Усіх Святих.
3 липня 1914 року церкві знову присвоюється статус «градського собору».

## Роки радянської окупації

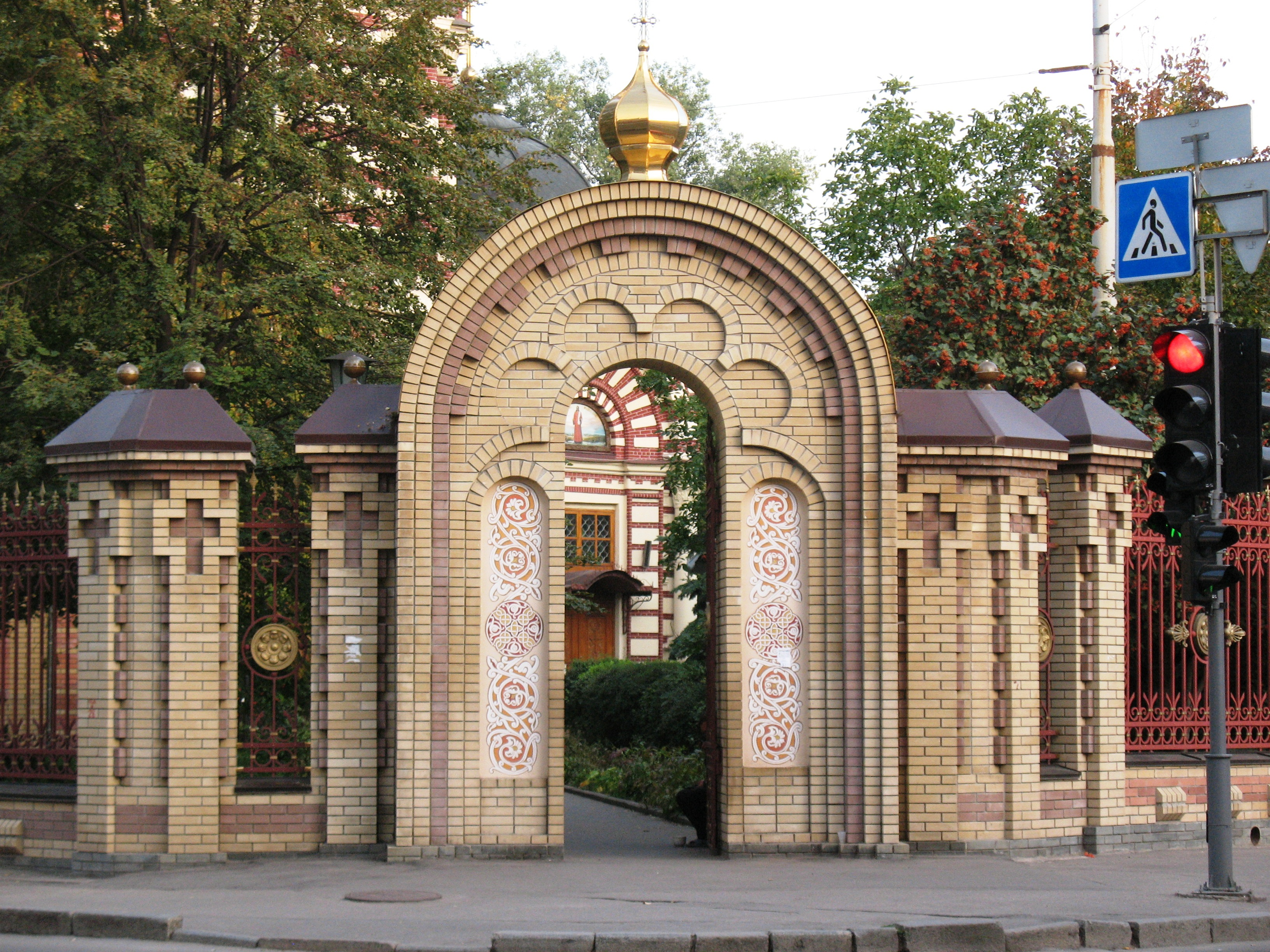
Вхід на територію собору із заходу

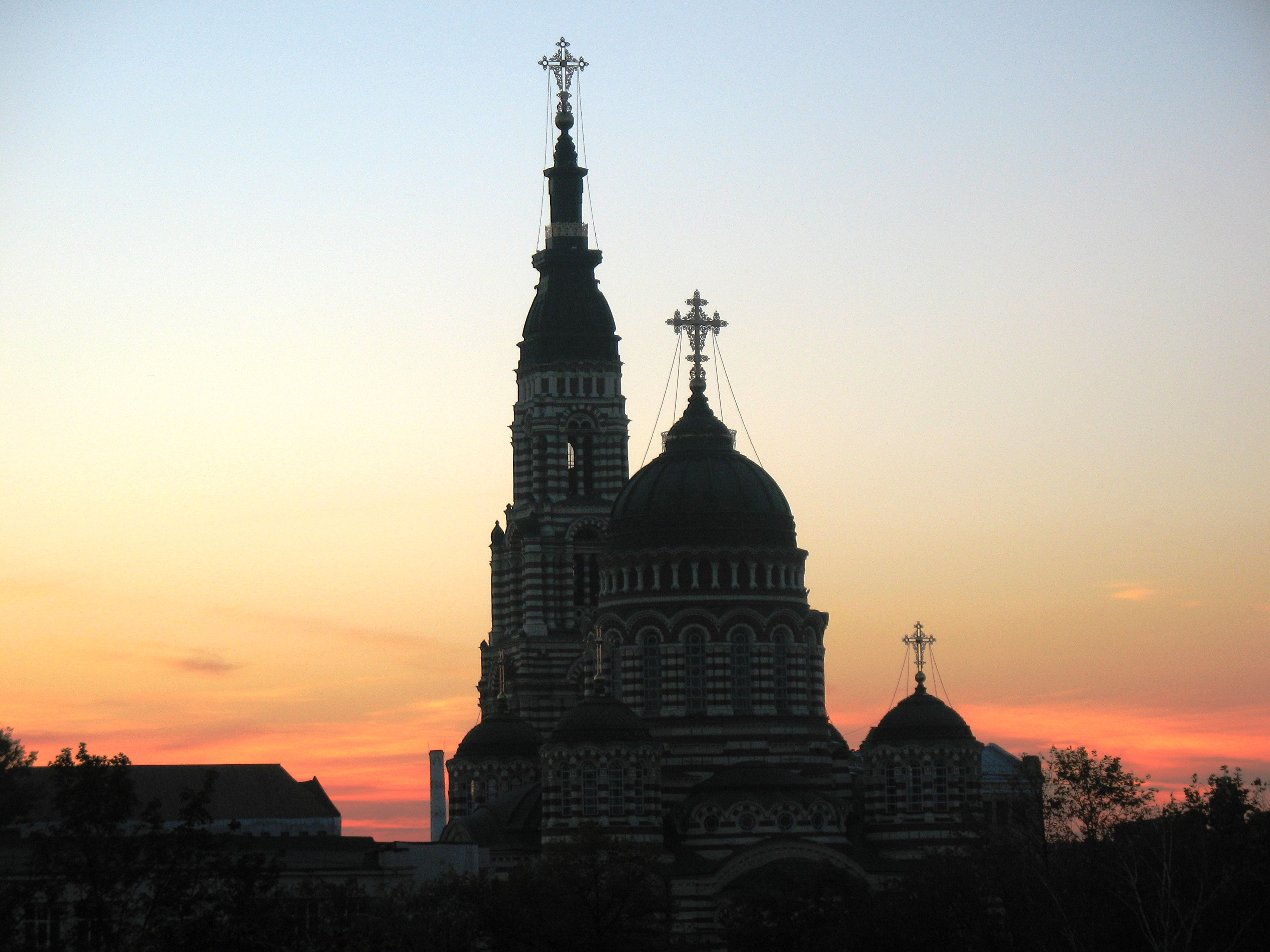
Собор на заході

22 березня 1923 радянська влада спробувала закрити храм. Ці спроби повторювалися і надалі. До 1925 р. ситуація дещо стабілізувалася. З 1925 по 1926 рр. в будівлі собору навіть проводилися, з дозволу влади, концерти духовної музики.
14 лютого 1930 року постановою секретаріату ВУЦВК собор був остаточно закритий. Згідно з постановою, приміщення храму мало бути використане для культурних цілей. Однак, за свідченнями старожилів, деякий час у його приміщеннях були стайня і склад нафтопродуктів.
Як й інші харківські церкви, собор був відкритий для богослужінь у роки нацистської окупації.
У період після Другої світової війни собор залишився діючим храмом. У 1946 р. став кафедральним храмом, єпархіальним центром, яким залишається і понині. У 1948 р. сюди були перенесені з Покровського монастиря мощі святителя харківського Мелетія, а з музею — мощі св. Афанасія Пателарія Патріарха Константинопольського.
У липні 1974 р. грозовий шквал обрушив чавунний хрест дзвіниці.

## Теперішній час

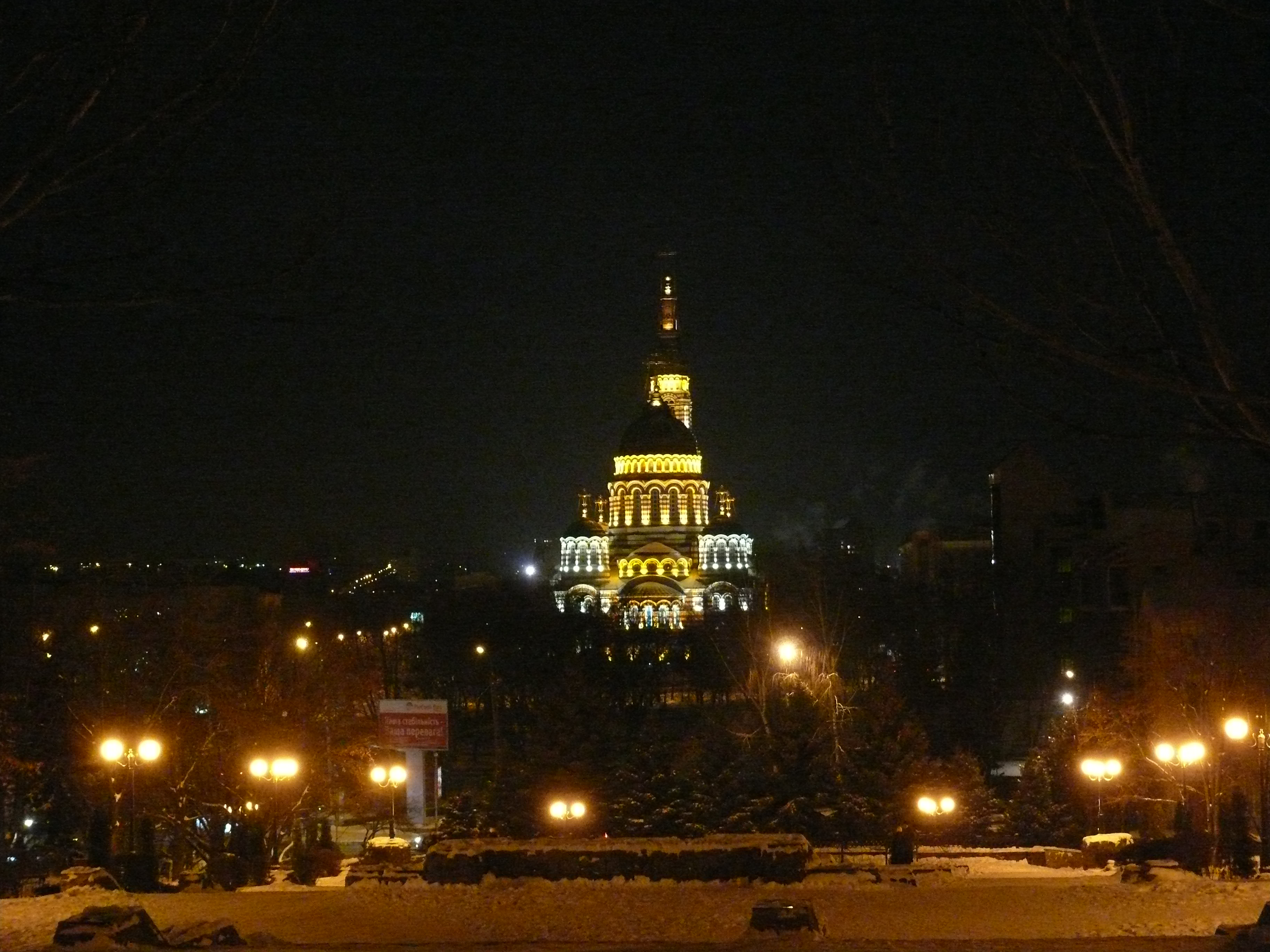
Вигляд собору вночі з терасного скверу Університетської гірки

У 1993 році в соборі були поміщені мощі священномученика Олександра (Петровського) харківського архієпископа, репресованого в 1938 р.
У липні 1996 року сильний вітер погнув новий сталевий хрест. У червні 1997 року відновлений хрест разом із верхньою частиною бані знищила пожежа, що виникла у верхній частині підкупольного приміщення при проведенні зварювальних робіт. Після ремонту купола висота дзвіниці збільшилася.
У 2007–2008 роках навколо храму влаштована нова огорожа, яка підкреслила його монументальні обриси.
Благовіщенський собор входить до легендарного злотого трикутника, який складається з Успенського та Покровського соборів..